# Jiayang, Shandong
Jiayang (kinesiska: 嘉样街道, 嘉样) är en socken i Kina. Den ligger i provinsen Shandong, i den östra delen av landet, omkring 150 kilometer sydväst om provinshuvudstaden Jinan.
Genomsnittlig årsnederbörd är 685 millimeter. Den regnigaste månaden är juli, med i genomsnitt 197 mm nederbörd, och den torraste är januari, med 3 mm nederbörd.